# Listă de conducători de stat din 921
917 - 918 - 919 - 920 - 921 - 922 - 923 - 924 - 925
Aceasta este o listă a conducătorilor de stat din anul 921:

## Europa
- Amalfi: Mastalus I (patriciu, 914-953) și Leon (prefect, 920-931)
- Anglia, statul anglo-saxon Wessex: Eduard cel Bătrân (rege, 899-924)
- Anjou: Foulques I cel Roșu (conte, cca. 898-941/942)
- Aquitania: Guillaume al II-lea cel Tânăr (duce, 918-926)
- Armenia, statul Ani: Așot al II-lea Erkat (914-928/929)
- Armenia, statul Vaspurakan: Hacik-Gaghik (rege din dinastia Ardzruni, 908-936/937)
- Asturia: Fruela al II-lea (rege, 910-925; totodată, rege al Leonului, 924-925)
- Bavaria: Arnulf al II-lea cel Rău (duce din dinastia lui Liutpold, 907-937)
- Benevento: Landulf I (principe, 910-943; anterior, co-principe, 901-910) și Atenulf al II-lea (co-principe, 911-940)
- Bizanț: Constantin al VII-lea Porfirogenetul (împărat din dinastia Macedoneană, 913-959) și Roman I Lecapenul (împărat, 920-944)
- Bosnia-Herțegovina, statul Zahumija: Mihail (conducător, înainte de 913-după 949)
- Bulgaria: Simeon cel Mare (țar, 893-927)
- Burgundia: Richard I Legislatorul (duce, cca. 888-921) și Raoul (Rodolphe) (duce, 921-923/936; ulterior, rege al Franței, 923-936)
- Cehia: Vratislav (cneaz din dinastia Premysl, 905?-921?) și Vlaclav (cneaz din dinastia Premysl, 921?/924?-935?)
- Cordoba: Abu'l-Mutarrif And ar-Rahman al III-lea an-Nasr ibn Muhammad ibn Abdallah (emir din dinastia Omeiazilor, 912-961, calif din 929)
- Creta: Alí ibn Yússuf (emir, 915-925)
- Croația: Tomislav (cneaz din dinastia Trpimirovic, 910-cca. 928)
- Flandra: Arnulf I cel Bătrân (conte din dinastia lui Balduin, 918-964 sau 965)
- Franța: Carol al III-lea cel Simplu (rege din dinastia Carolingiană, 893/898-923)
- Gaeta: Ioan I (consul, 867-877; apoi, patriciu, 877-933 sau 934) și Docibilis al II-lea (consul, 906-914; apoi, duce, 914 sau 915-954)
- Galicia: Ordono al II-lea (rege, 910-924; totodată, rege al Leonului, 914-924)
- Germania: Henric I Păsărarul (rege din dinastia de Saxonia-Liudolfingii, 919-936; totodată, duce de Saxonia, 912-936)
- Gruzia, statul Abhazia: Gheorghe al II-lea (rege, 916/917-960/961)
- Gruzia, statul Tao-Klardjet: Adarnase al IV-lea (rege și curopalat, 888-923)
- Hainaut: Sigehard (conte, cca. 908-920/921) și Haganon (conte, 920/921-cca. 923)
- Imperiul occidental: Berengar (împărat, 915-924; anterior, margraf de Friuli, 874-890; totodată, rege al Italiei, 888-896, 896-924)
- Italia: Berengar I (rege, 888-896, 896-924; totodată, margraf de Friuli, 874-890; ulterior, împărat occidental, 915-924)
- Ivrea: Adalbert I (margraf din familia Anscarizilor, 902-924)
- Kiev: Igor (mare cneaz din dinastia Rurikizilor, 912-945)
- Leon: Ordono al II-lea (914-924; totodată, rege al Galiciei, 910-924)
- Lorena: Giselbert (duce, 915-939)
- Navarra: Sancho I Garces (rege din dinastia Jimenez, 905-925)
- Neapole: Marinus I (duce, 918/919-927/928)
- Normandia: Rollon (duce, 911-927)
- Norvegia: Harald I cel Bălai (rege, cca. 900-cca. 940)
- Olanda: Dirk I (conte, ?-939) (?)
- Salerno: Guaimar al II-lea cel Ghebos (principe, 900-946)
- Saxonia: Henric I Păsărarul (duce din dinastia Liudolfingilor, 912-936; ulterior, rege al Germaniei, 919-936)
- Scoția: Constantin al II-lea (rege, 900-943)
- Serbia: Zaharia Pribislavljevic (cneaz din dinastia lui Viseslav, 920-923)
- Sicilia: Abu Muhammad Ubaidallah ibn Hussain ibn Ahmad ibn Abdallah ibn Muhammad ibn Ismail ibn Djafar al-Sadik (calif din dinastia Fatimizilor, 909-934)
- Spoleto: Alberic I (duce, 898-922)
- Statul papal: Ioan al X-lea (papă, 914-928)
- Toscana: Guy (margraf, 915-929)
- Toulouse: Raimond al II-lea (conte, 918/919-923)
- Ungaria: Zsolt (conducător din dinastia Arpadiană, 907-cca. 947)
- Veneția: Orso Partecipazio al III-lea (doge, 912-931)

## Africa
- Fatimizii: Abu Muhammad Ubaidallah ibn Hussain ibn Ahmad ibn Abdallah ibn Muhammad ibn Ismail ibn Djafar al-Sadik (calif din dinastia Fatimizilor, 909-934)
- Kanem-Bornu: Aritse (sultan, cca. 893-cca. 942)

## Asia

### Orientul Apropiat
- Bizanț: Constantin al VII-lea Porfirogenetul (împărat din dinastia Macedoneană, 913-959) și Roman I Lecapenul (împărat, 920-944)
- Califatul abbasid: Abu'l-Fadl Djafar al-Muktadir ibn al-Mutadid (calif din dinastia Abbasizilor, 908-932)
- Samanizii: al-Amir as-Said Nasr al II-lea ibn Ahmad (emir din dinastia Samanizilor, 914-943)

### Orientul Îndepărtat
- Birmania, statul Arakan: Sritaing Chandra (rege din dinastia Chandra, 903-935)
- Birmania, statul Mon: Migadeippagyi (rege, 917-932)
- Cambodgea, Imperiul Kambujadesa (Angkor): Harșavarman I (Rudraloka) (împărat, 910-925)
- Cambodgea, statul Tjampa: Indravarman al III-lea (rege din șasea dinastie, cca. 918-959)
- China: Modi (împărat din dinastia Liang târzie, 913-923)
- China, Imperiul Qidan Liao: Yelu Abaoji (Liao Taizu) (împărat, 907-927)
- Coreea, statul Hu-Paekje: Kyonhwon (Chin Hown) (rege, 892-935)
- Coreea, statul Koryo: T'aejo (Wang Kon) (rege din dinastia Wang, 918-943)
- Coreea, statul Silla: Kyongmyong (Songyong) (rege din dinastia Pak, 917-924)
- India, statul Chalukya răsăriteană: Chalukya-Bhima I (Vișnuvaradhana sau Paramabrahmanya) (rege, 892-922)
- India, statul Chola: Parantaka I (rege, cca. 907-cca. 953)
- India, statul Gurjara Pratihara: Vinyakapala I (rege, cca. 912-946)
- India, statul Raștrakuților: Indra al III-lea (rege, 914-927)
- Japonia: Daigo (împărat, 897-930)
- Kashmir: Partha (rege din dinastia Utpala, 907-923)
- Nepal: Raghavadeva (rege din dinastia Thakuri, 865/880-923/926)
- Sri Lanka: Dappula al IV-lea (rege din dinastia Silakala, 918-930)
- Vietnam, Imperiul Van-Xuan: Khuc Thua My (împărat din dinastia Ngo Khuc, 917-923)

## America
- Toltecii: Ihuitimal (conducător, 877-923)